# ماتيلد بانوت
ماتيلد بانو (بالفرنسية: Mathilde Panot) هي سياسية فرنسية ولدت يوم 15 يناير 1989 في تور . عضو في حزب فرنسا الأبية ، وهي نائبة عن الدائرة 10 لفال دو مارن منذ يونيو 2017، ومنذ أكتوبر 2021، رئيسة مجموعة فرنسا الأبية في الجمعية الوطنية .
وكان أول عمل نضالي لها هو مشاركتها في الحركة ضد عقد العمل الأول في عام 2005.